# Thành phố đô thị Firenze
Thành phố đô thị Firenze (tiếng Ý: Città Metropolitana di Firenze) thuộc vùng Toscana, Ý. Thủ phủ là thành phố Firenze. Nó thay thế tỉnh Florence từ ngày 1 tháng 1 năm 2015. Thành phố đô thị Firenze giáp với thành phố đô thị Bologna về phía bắc, tỉnh Ravenna về phía đông bắc, tỉnh Modena về phía tây bắc, và tỉnh Pisa cùng tỉnh Lucca về phía tây, tỉnh Siena về phía nam và tỉnh Arezzo về phía đông và đông nam. Phần lớn lãnh thổ nằm tại vùng đồng bằng của sông Arno, trở thành vùng ngoại ô bao quanh thành phố Firenze, phần đông bắc thuộc dãy Appennini vẫn kém phát triển. Thủ phủ Firenze được công nhận là một di sản thế giới UNESCO.

## Hành chính
- Bagno a Ripoli
- Barberino Val d'Elsa
- Barberino di Mugello
- Borgo San Lorenzo
- Calenzano
- Campi Bisenzio
- Capraia e Limite
- Castelfiorentino
- Cerreto Guidi
- Certaldo
- Dicomano
- Empoli
- Fiesole
- Figline e Incisa Valdarno
- Firenze
- Firenzuola
- Fucecchio
- Gambassi Terme
- Greve in Chianti
- Impruneta
- Lastra a Signa
- Londa
- Marradi
- Montaione
- Montelupo Fiorentino
- Montespertoli
- Palazzuolo sul Senio
- Pelago
- Pontassieve
- Reggello
- Rignano sull'Arno
- Rufina
- San Casciano in Val di Pesa
- San Godenzo
- Scandicci
- Scarperia e San Piero
- Sesto Fiorentino
- Signa
- Tavarnelle Val di Pesa
- Vaglia
- Vicchio
- Vinci